# سایه‌بازی

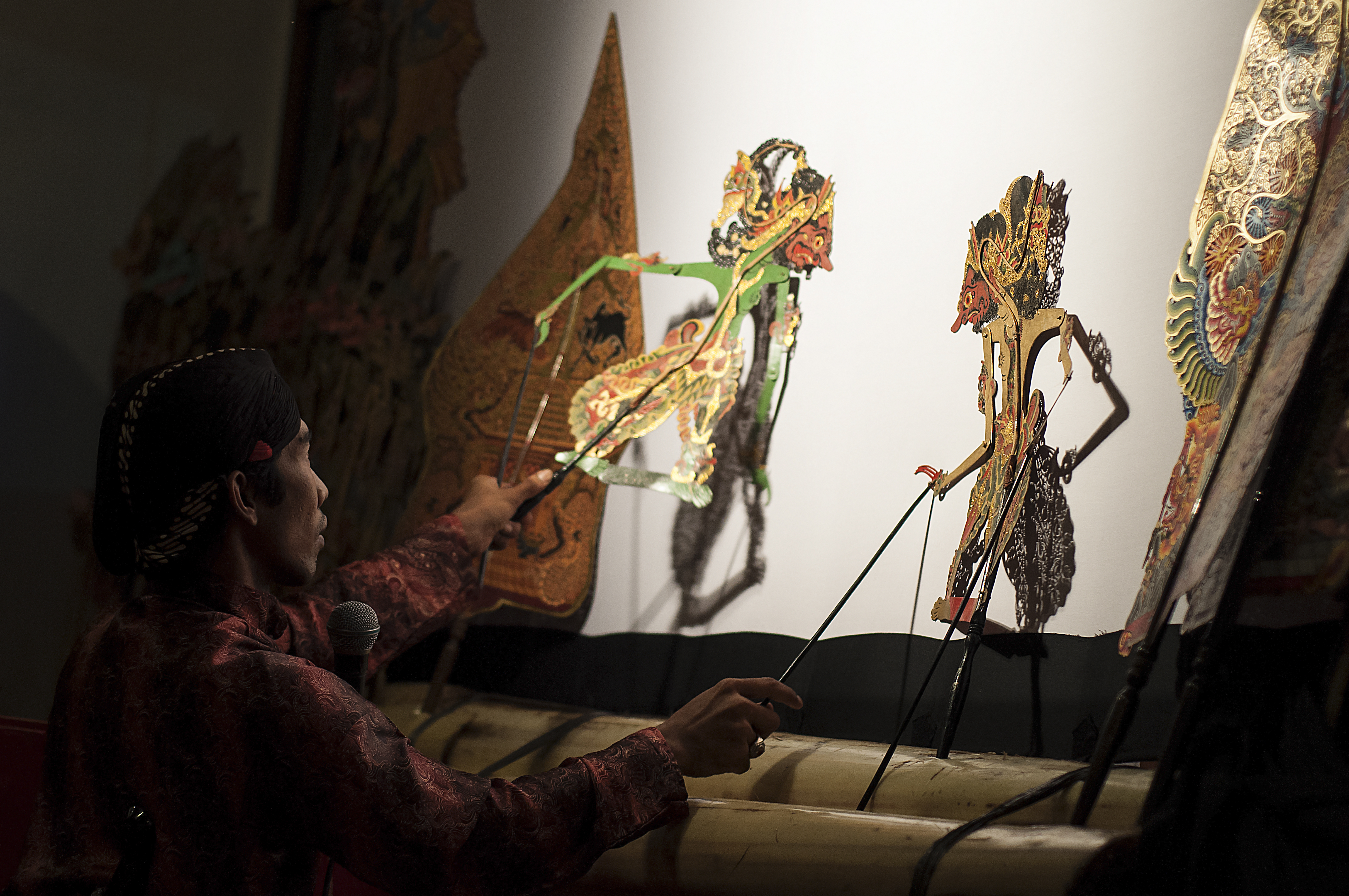
اجرای ویانگ ،نوعی اجرای اندونزیایی از سایه بازی عروسکی

سایه‌بازی شکلی باستانی از داستان‌گویی و تئاتر است که از چهره‌های بریده‌شده (عروسک‌های سایه‌ای) که بین منبع نور و صفحه‌ای نیمه‌شفاف نگه داشته می‌شوند استفاده می‌کند. شکل های برش خورده عروسک ها گاهی اوقات شامل رنگ شفاف یا انواع دیگر جزئیات است. با حرکت دادن عروسک ها و منبع نور می توان جلوه های مختلفی را به دست آورد. یک عروسک گردان با استعداد می‌تواند چهره‌ها را طوری جلوه دهد که راه می‌روند، می‌رقصند، می‌جنگند، سر تکان می‌دهند و می‌خندند.
در سایه بازی چهار نوع اجرا وجود دارد: بازیگرانی که از بدن خود به عنوان سایه استفاده می کنند، عروسک هایی که بازیگران آنها را به عنوان سایه در زمان روز نگه می دارند، تماشای فضایی و تماشای سایه ها از دو طرف صفحه.
سایه بازی در فرهنگ های مختلف، هم در بین کودکان و هم در بزرگسالان در بسیاری از کشورهای جهان رایج است. بیش از 20 کشور دارای گروه های نمایش سایه هستند. سایه بازی یک سنت قدیمی است و در جنوب شرقی آسیا به ویژه در اندونزی, مالزی, تایلند و کامبوج پیشینه طولانی دارد. سایه بازی یک هنر باستانی و یک سنت عامیانه زنده در چین ، هند ، ایران و نپال بوده است. همچنین در مصر, ترکیه, سوریه, یونان, آلمان, فرانسه و ایالات متحده آمریکا نیز شناخته شده است.

## تاریخچه
بازی سایه احتمالاً از نمایش‌های «همتراز» با صحنه‌های روایی نقاشی شده روی پارچه‌ای بزرگ و داستان سرایی از طریق آهنگ ایجاد شده است. از آنجایی که نمایش ها در قدیم بیشتر در شب اجرا می شد، از یک چراغ نفتی یا شمع برای ایجاد سایه استفاده می شد. تئاتر عروسکی سایه احتمالاً در هزاره اول قبل از میلاد در آسیای مرکزی-چین یا در هند سرچشمه گرفته است.

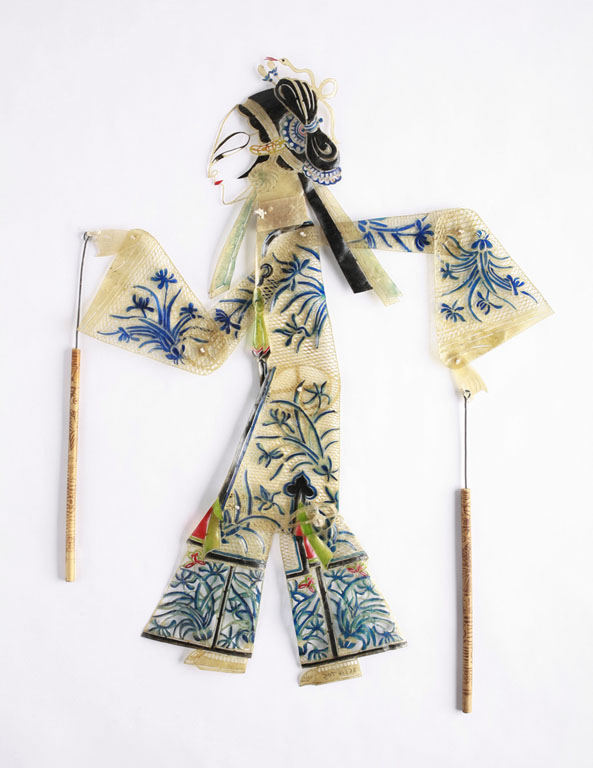
این عروسک سایه چینی نمایانگر جزئیات آراسته‌ای است که در شکل‌ها وجود دارد. از مجموعه موزه کودکان ایندیاناپولیس.

 حداقل در حدود 200 سال قبل از میلاد، به نظر می‌رسد که شکل های روی پارچه با عروسک های هندی tholu bommalata جایگزین شده‌اند. عروسک ‌ها نزدیک به صفحه نمایش گرفته می‌شوند و از پشت با نوری روشن می‌شوند، در حالی که دست‌ها و بازوها با عصای متصل و پایین پاها که آزادانه از روی زانو حرکت می‌کنند.
شواهد تئاتر عروسکی سایه در متون قدیمی چینی و هندی یافت می شود. مهمترین مراکز تاریخی تئاتر سایه، چین، آسیای جنوب شرقی و شبه قاره هند بوده است.
به گفته مارتین بانهام، اشاره چندانی به فعالیت های نمایشی بومی در خاورمیانه بین قرن سوم پس از میلاد تا قرن سیزدهم، از جمله قرن های پس از فتح اسلامی در منطقه، وجود ندارد. به گفته بانهام، نمایش عروسکی سایه احتمالاً پس از تهاجمات مغول در خاورمیانه رواج یافت و پس از آن در قرن شانزدهم نوآوری های محلی را در خود جای داد. در ادبیات اسلامی ایران اشاره اندکی به بازی سایه وجود دارد، اما در سرزمین‌های تحت تأثیر امپراتوری عثمانی و ترکیه در قرن نوزدهم بسیار دیده می‌شود.

## پیش درآمدی بر سینما

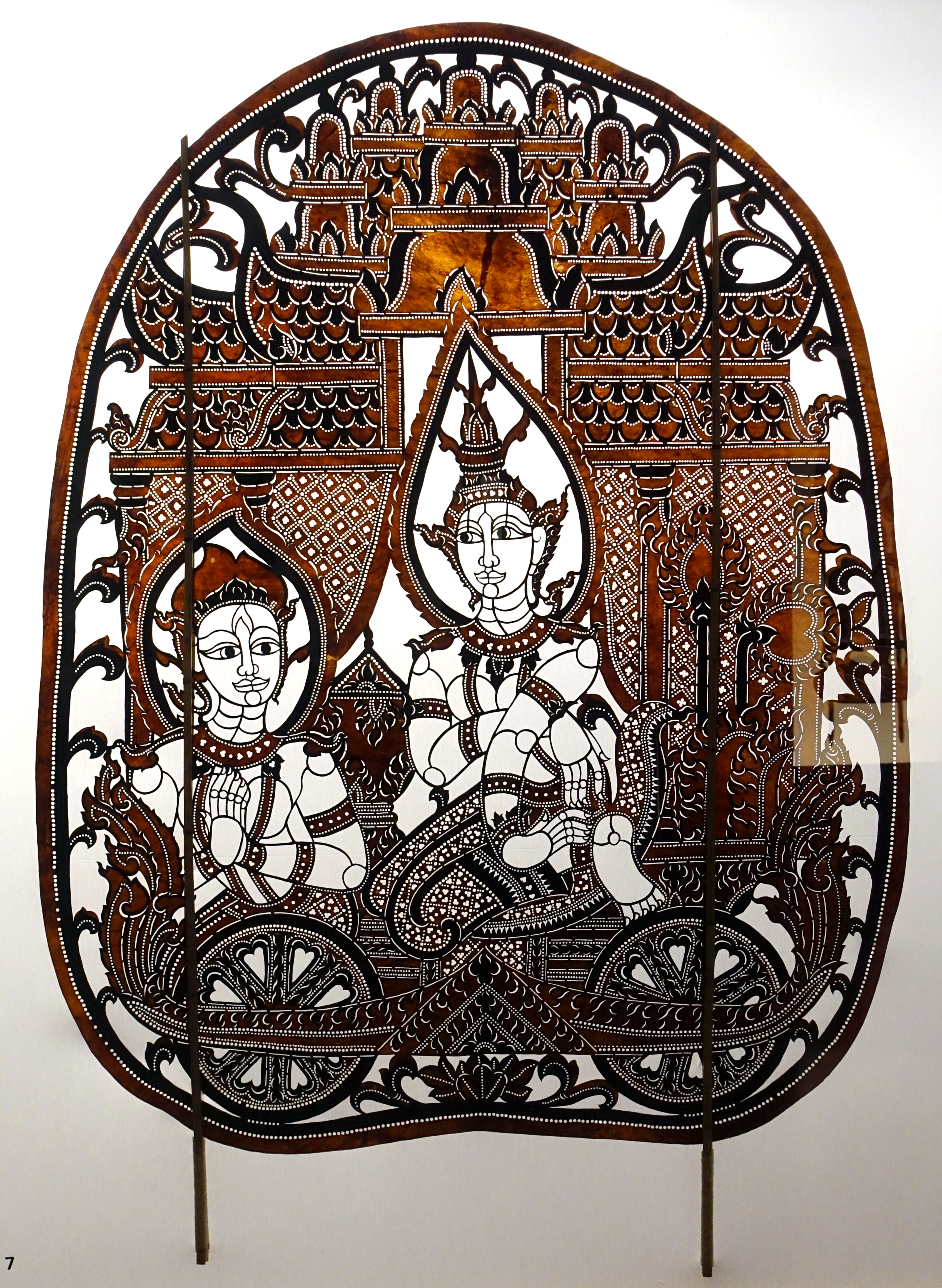
عروسک سایه کامبوجی که سیتا را به تصویر می کشد

به گفته استفان هربرت، تئاتر سایه به صورت غیرخطی به اسلاید و در نهایت به سینماتوگرافی تبدیل شد. اصل مشترک در این نوآوری ها استفاده خلاقانه از نور، تصاویر و صفحه نمایش بود. به گفته الیو کوک، در توسعه سایه بازی و سینمای مدرن شباهت های زیادی وجود دارد، مانند استفاده آنها از موسیقی، صدا، تلاش برای معرفی رنگ ها و محبوبیت انبوه.

## سایه‌بازی در دنیای امروز

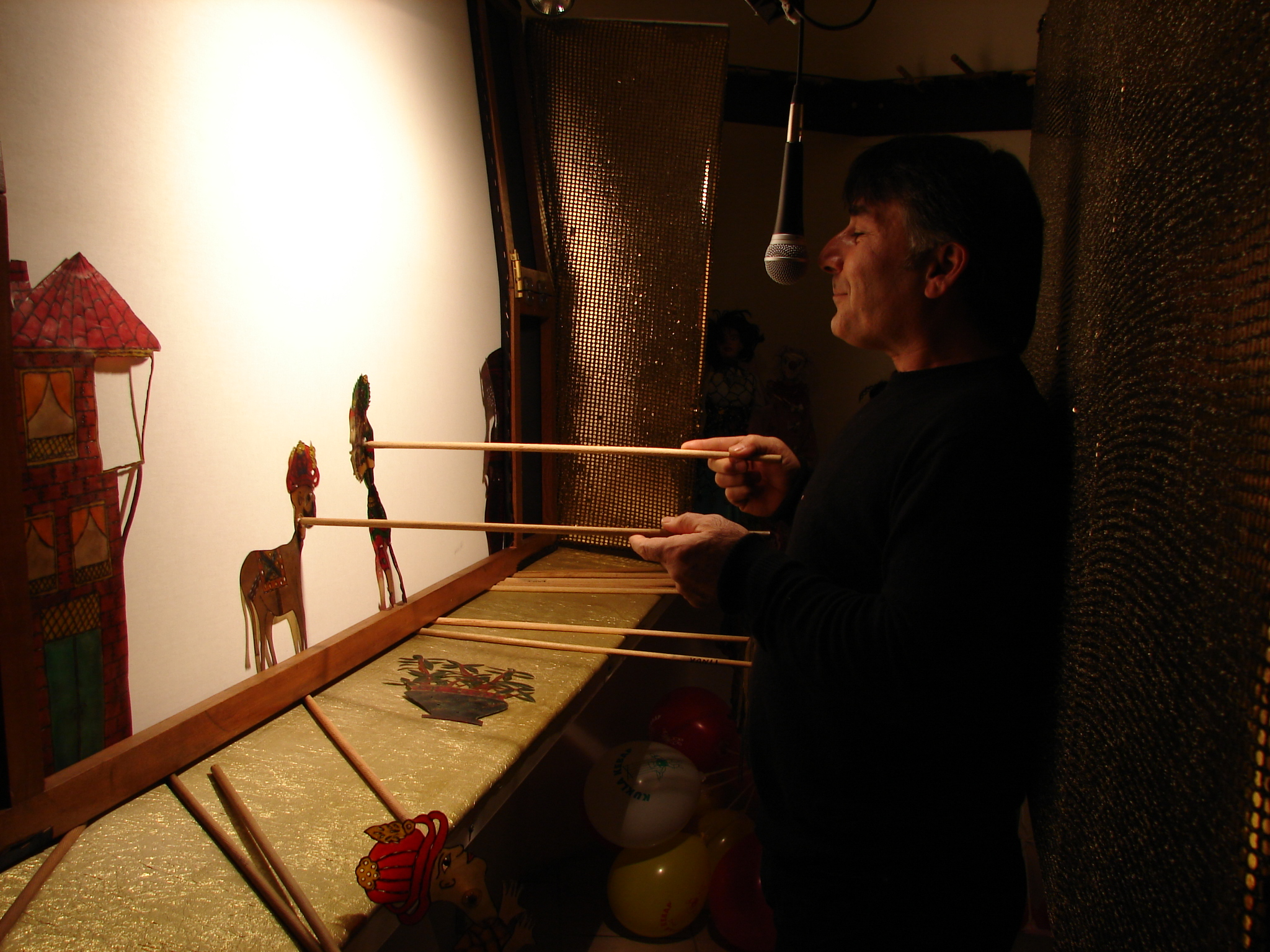
عروسک گردانی سایه، 2006

در دهه ۱۹۱۰ لوته راینیگر، انیماتور آلمانی، انیمیشن سیلوئت را به عنوان قالبی پیشگام کرد که به موجب آن عروسک‌های بازی سایه‌مانند فریم به فریم فیلم‌برداری می‌شوند. این تکنیک توسط انیماتورهای بعدی زنده نگه داشته شده است و هنوز هم امروزه مورد استفاده قرار می گیرد، اگرچه از انیمیشن سلولی و انیمیشن رایانه‌ای نیز برای تقلید از ظاهر سایه بازی و انیمیشن سیلوئت استفاده شده است. در دهه 1920، نمایش عروسکی سایه از طریق فیلم صامت سایه های هشدار دهنده ، دنیای اکسپرسیونیسم آلمانی را درنوردید.
نمایش عروسکی سایه سنتی چینی در دهه های 1920 و 1930 با تلاش های پائولین بنتون به مخاطبان ایالات متحده ارائه شد. هنرمندان معاصری مانند آنی کاتسورا رولینز مدیوم را تداوم بخشیدند و گاهی فرم را با تئاتر غربی ترکیب کردند.
تئاتر سایه هنوز در بسیاری از نقاط آسیا محبوب است. پراهلاد آچاریا یک شعبده باز معروف هندی است که آن را در اجراهای خود گنجانده است.
در دهه 2010، تام مک دونا، مجری، عروسک های سایه سه بعدی و استفاده از اشیاء برش لیزری را معرفی کرد.